# Стандартный испанский язык
Стандартный испанский язык (исп. Español estándar) является разновидностью испанского языка, которая признана образовательным стандартом органами-регуляторами языка (Королевской академией испанского языка и Ассоциацией академий испанского языка) и носит нормативный характер. Как и в любом стандартном языке, стандартизация может касаться определённых аспектов языка, особенно лексики и различных разделов грамматики (оставляя за рамками стандартизации различные аспекты просодии, прагматики и некоторые тонкости синтаксиса). В этом смысле понятие стандартного испанского языка относится в основном к письменному языку, поскольку в плане фонологии диалекты испанского языка различаются, и фактически существуют разные национальные стандарты испанского языка в разных странах.

## Происхождение
Стандартный испанский происходит из средневекового кастильского диалекта. В 1085 году кастильцы завоевали город Толедо, бывший столицей королевства вестготов. Местный диалект (castellano), на котором разговаривали в Толедо с XIII века, стал основой для стандарта письменного испанского языка. Первые шаги к стандартизации кастильского диалекта предпринял в XIII веке король Альфонсо X («Альфонсо Мудрый»), который собрал учёных и переводчиков при своём дворе в Толедо. Король руководил составлением документов, некоторые из них составлял собственноручно, стремясь убедиться, что они написаны на правильном кастильском. За время правления Альфонсо X придворными учёными было написано большое количество трудов по истории, астрономии, юриспруденции и другим областям знаний, многие из которых были переведены из арабских источников. Это способствовало распространению научных знаний в недавно созданных университетах Европы и оказало влияние на культурные процессы Треченто.
Первым шагом к формальной стандартизации языка стал выход в свет «Грамматики испанского языка» (исп. Gramática castellana), опубликованной в 1492 году известным историком, грамматистом и поэтом Антонио де Небриха. Большой вклад в развитие испанского языка сделал Хуан де Вальдес в своём труде 1535 года «Diálogo de la lengua». Начальный этап в истории развития испанского языка, условно охватывающий период между Х и XV веками, называют староиспанским (исп. castellano antiguo). Промежуточный этап от староиспанского к современному испанскому, вариант испанского языка периода конца XV — конца XVII веков в российской лингвистике именуется средневековым испанским (исп. español medieval). Поскольку староиспанский язык достаточно близок к современному письменному испанскому языку, можно без особого труда научиться читать средневековые испанские документы. В начале XVII века письменный язык, используемый чиновниками всех регионов Испанского королевства, принял форму, которая была окончательно урегулирована как норма Королевской академией испанского языка в следующем столетии. Испанский язык XVI—XVII веков иногда называют классическим испанским языком, благодаря расцвету литературы того периода.

## Испанские колонии и Королевская Академия испанского языка
Во время Испанской империи стандартный письменный испанский язык в был основном основан на мадридском наречии, хотя его происхождение иногда связывают и с другими городами, в частности, Вальядолидом.
В испанских колониях в Северной и Южной Америке мадридское наречие в разговорной речи было быстро утрачено. Даже в административных центрах, таких как Лима и Мехико, фонетика и грамматика местных диалектов заметно отличались от кастильской версии. В письменном же варианте испанского языка вариации были куда менее заметны. Это было обусловлено тем, что в колониальный период корпус письменных источников испанского формировался главным образом в образовательных учреждениях, прежде всего университетах, а также административных и судебных органах Испании.
В 1713 году была основана Королевская академия испанского языка, основной целью которой была нормализация языка: «исправить слова и выражения кастильского языка с максимально возможным приличием, изяществом и чистотой». На протяжении XVIII века Академия разрабатывала средства стандартизации испанского языка, в частности, между 1726 и 1793 годами она опубликовала «словарь кастильского языка, в котором объясняется истинный смысл слов, а также их природа и качество, а также фразы и формы речи, пословицы, поговорки и другие вопросы, относящиеся к использованию языка», в 1741 году — орфографию испанского языка, а в 1771 году — грамматику испанского языка. Слова испанского языка, используемые в латиноамериканских странах, стали записываться в словари как «американизмы» начиная с XIX века.

## Современные проблемы стандартизации
Вопрос о стандартизации испанского языка приобрел особую актуальность с появлением электронных СМИ, когда носители различных диалектов получили доступ на радио, телевидение и, в последнее время, в Интернет. Слабость влияния стандартной формы языка на разговорную речь стала важной темой для обсуждения.
Существующая политика лингвистического централизма побуждала некоторых авторов утверждать, что проблемы фрагментации испанского языка не существует, и достаточно просто подражать образцам речи образованной группы носителей языка. Один автор, например, повторил доктрину Рамона Менендеса Пидаля, заявив, что возможно, [выступающие] в одном или нескольких средствах массовой информации в определённый момент могут вызывать беспокойство из-за использования в своей речи простонародных форм. […] [В то же время] потребности общества и культурные требования, предъявляемые этим средствам массовой информации […] потребуют от выступающих более высокого уровня языковой культуры. Поэтому у них возникнет сильный стимул как для повышения уровня владения языком, так и для его [языка] унификации.
Проблемы в сфере разговорного испанского языка обострились по крайней мере с 1950-х годов, когда из коммерческих соображений возникла потребность сформировать единые требования к киностудиям, работавшим с дублированием на испанский голливудских фильмов: необходимо было иметь единую лексику, грамматические особенности и произношение испанского, которые не могли бы отождествляться как принадлежащие какой-либо конкретной испаноговорящей стране. Эта цель вскоре оказалась недостижимой: стремление к стандартизации языка препятствовало передаче языковыми средствами тонких нюансов интимного или повседневного тона. Тем не менее, можно говорить о стремлении к определённой стандартизированной фонетике в странах Латинской Америки. Дублирование, произведённое в самой Испании, отличалось по своим характеристикам довольно существенно.
На первом Международном конгрессе испанского языка, который состоялся в 1997 году в Сакатекасе (Мексика), возникли разногласия вокруг концепции стандартного испанского языка. Некоторые участники конгресса, в частности испанский писатель Хосе Антонио Миллан, выступали за учреждение некоего «общего испанского языка», который включал бы минимальное количество общей лексики большинства диалектов. Другие, такие как журналист Фермин Бокос (директор международной радиостанции Radio Exterior de España), отрицали существование проблемы и высказывали идею о превосходстве кастильского диалекта над другими. Наконец, эксперты из Латинской Америки, такие как Лила Петрелла, предложили концепцию так называемого «нейтрального испанского языка» (исп. El español neutro), который может быть разработан для использования в чисто описательных текстах, но различия между диалектами в отношении семантики и прагматики не позволяют сформировать единый стандартный диалект, который имел бы одинаковую лингвистическую ценность для всех испаноязычных. Прежде всего, некоторые грамматические структуры невозможно сформировать нейтральным образом из-за различий в используемых глагольных спряжениях (например, использование личного местоимения 2-го лица vos в Аргентине, Уругвае, Парагвае и странах Центральной Америки, тогда как в других испаноязычных странах используется форма tú, а большинство колумбийцев, как правило, используют для этого в неофициальном общении форму usted, — и все три местоимения требуют разных глагольных спряжений). Таким образом, одна из трех версий спряжения всегда будет звучать непривычно в какой-то испаноязычной стране.
С учётом того, что единый нейтральный испанский язык для всех испаноговорящих невозможен, было сформировано четыре стандартизованных варианта испанского, используемых в переводах, а в последнее время в кинопроизводстве некоторых компаний:
1. Кастильский испанский (исп. Dialecto castellano septentrional) для самой Испании;
2. Риоплатский испанский (исп. Español rioplatense) для Уругвая, Парагвая и Аргентины (с использованием восео);
3. Мексиканский испанский (исп. Español mexicano) для США, Канады, Мексики, Центральной Америки (хотя последний регион в значительной степени использует восео) и остальной испаноязычной Америки);
4. Испанский для международных организаций, таких как ООН, ОАГ и их соответствующих специализированных органов. При этом очевидно, что, например, испанский язык для ООН отличается от испанского для ОАГ, поскольку Испания не входит в ОАГ. В члены ООН Испания была принята только в 1956 году, хотя, согласно принятому в 1945 году Уставу ООН испанский язык был в числе официальных языков ООН.

На рынке телевещания испаноязычная Америка рассматривается как единая территория для распространения телепрограмм, поэтому телепрограммы дублируются на так называемый «нейтральный испанский язык», что позволяет избежать идиом и слов, которые могут иметь негативные коннотации в какой-либо из стран, где будут показаны эти программы. Этот вариант «американского нейтрального испанского языка» обладает следующими особенностями:
- использует только форму ustedes для местоимения второго лица множественного числа, независимо от того, является обращение формальным или неформальным (в отличие от использования формы vosotros для неформального обращения в Испании);
- использует tú (а не vos) для местоимения второго лица единственного числа;
- использует единое произношение s, c (перед e или i) и z.

Формируется тенденция к распространению «американского нейтрального испанского» в Колумбии (из-за наличия множества региональных диалектов), Венесуэле (благодаря индустрии производства «мыльных опер» на испанском языке) и Мексике, где расположена большая часть испаноязычных СМИ.
Американский нейтральный испанский ранее распространялся с телепрограммами в Испании (в частности, с мультфильмами производства США) до тех пор, пока они не были дублированы в самой Испании.
Ещё одним мотивом для унификации испанского является необходимость для многонациональных компаний осуществлять перевод руководств, локализацию программного обеспечения, веб-сайтов и т. д. с английского на испанский. Очевидно, что это легче осуществлять, опираясь на одну нейтральную версию испанского языка, чем создавать разные версии для каждой страны или региона, в противном случае пришлось бы создавать более двадцати версий. Результатом было формирование нейтрального испанского — версии, которая пытается избежать региональных различий, таких как восео, или терминов, которые могут быть идентифицированы со специфическими странами (например, для «компьютера» термин в испаноязычной Америке — computadora, за исключением нескольких стран, которые предпочитают форму computador, в то время как в Испании наиболее частым термином является ordenador, в результате Microsoft Windows использует нейтральный термин equipo). Этот нейтральный испанский разработан с помощью глоссариев, которые описывают предпочтительные термины и условия, которых следует избегать.